# Lídlovy Dvory
Lídlovy Dvory jsou malá vesnice, část města Kašperské Hory v okrese Klatovy v Plzeňském kraji. Nachází se asi dva kilometry jižně od Kašperských Hor. Je zde evidováno 18 adres. V roce 2011 zde trvale žilo devět obyvatel.
Lídlovy Dvory jsou také název katastrálního území o rozloze 6,28 km². V katastrálním území Lídlovy Dvory leží i Podlesí.

## Historie
První písemná zmínka o vesnici pochází z roku 1584.

## Obyvatelstvo
| Rok            | 1869 | 1880 | 1890 | 1900 | 1910 | 1921 | 1930 | 1950 | 1961 | 1970 | 1980 | 1991 | 2001 | 2011 | 2021 |
| -------------- | ---- | ---- | ---- | ---- | ---- | ---- | ---- | ---- | ---- | ---- | ---- | ---- | ---- | ---- | ---- |
| Počet obyvatel | 151  | 145  | 148  | 107  | 97   | 134  | 124  | 43   | 42   | 30   | 0    | 0    | 17   | 9    | 6    |
| Počet domů     | 17   | 20   | 19   | 23   | 22   | 22   | 22   | 24   | 24   | 5    | 0    | 5    | 8    | 8    | 9    |

## Obecní správa
Při sčítání lidu v letech 1850–1959 Lídlovy Dvory byly osadou obce Červená v okrese Sušice.
Od roku 1960 jsou částí města Kašperské Hory v okrese Klatovy.